# Коломвос, Христодулос
Христодулос Коломвос (греч. Χριστόδουλος Κολόμβος; род. 26 октября 1988, Патры) — греческий ватерполист, игрок сборной Греции. Серебряный призёр летних Олимпийских игр 2020 года, бронзовый призёр чемпионата мира 2015 года, серебряный призёр Средиземноморских игр 2018 года, бронзовый призёр 2013 года. Участник двух Олимпийских игр (2016 и 2020 годов).

## Карьера
На клубном уровне Христодулос Коломвос начал свою карьеру в «Патрах». С 2009 по 2017 годы и с 2021 по 2023 годы играл за «Олимпиакос».
В составе Греции принимал участие на Средиземноморских играх 2013 года в Турции, где стал бронзовым призёром. На чемпионате мира в Казани в 2015 году Христодулос в составе национальной сборной завоевал бронзовую медаль.
В 2016 году принял участие в летних Олимпийских играх в Бразилии. Греция на том турнире вышла в четвертьфинал, где уступила итальянцам. В ходе турнира Коломвос забил два гола.
В 2018 году Мариос в составе сборной Греции по водному поло стал серебряным призёром Средиземноморских игр, которые состоялись в испанской Таррагоне.
В 2021 году принимал участие в летних Олимпийских играх в Токио, где греки неожиданно дошли до финала, уступив в решающем матче сербам и завоевали серебряные медали. В составе греческой сборной играл Коломвос, который забил в финале олимпийского турнира один гол.